# 하이난 치킨라이스
하이난 치킨라이스(영어: Hainanese chicken rice 하이나니즈 치킨 라이스[*]; 중국어 (싱가포르): 海南鸡饭 hǎinán jīfàn 하이난 지판[*])는 중국 하이난성 출신 이민자들의 영향을 받아 만들어진 싱가포르의 음식이다.

## 같이 보기
- 오리고기밥
- 자이 칠면조고기밥